# 板瓦 (克钦邦)
板瓦，又译邦瓦，是缅甸克钦邦其培縣其培镇区下辖的一个镇。该镇位于中缅边界，靠近中国腾冲的猴桥口岸。该镇也是缅甸少数民族地方武装克钦新民主军的驻扎地。2024年10月下旬，克钦独立军与克钦新民主军激战，夺取了该镇的控制权。

## 地理
占地面积约1,355平方英里，东与中国接壤。镇内山高坡陡，平地少。

## 气候
全年气候凉爽，最高气温只有18摄氏度。冬天最低气温降至冰点以下（-10摄氏度）。

## 人口
居民总人口达8,000多人，绝大部分信仰基督教。

## 经济
该镇经济发展以采矿业为主。作为边境城镇，也发展了同中国的贸易。